# Provincia Río Negro

Localizarea provinciei în Argentina

Provincia Río Negro (spaniolă Provincia del Río Negro) este una dintre provinciile Argentinei, localizată în partea estică, și are ieșire la Oceanul Atlantic. Capitala provinciei este orașul Viedma.